# Патрилінійність
Патрилінійність (від лат. pater "батько" + linea "лінія") — в етнографії: унілінійне правило визначення спорідненості, що враховує з покоління в покоління зв'язки дітей лише з батьком. Зв'язок предка та нащадка «лінії» підтримують лише чоловіки.
Їй протилежна матрилінійність, разом з якою вони є двома варіантами унілінійності. За такого визначення спорідненості утворюються відповідні групи: рід, лінідж (англ. від lineage). Загальніший термін із цієї галузі — лінійність, яка має ще кілька різновидів.
Нині у світі патрилінійність найпоширеніша. Існує думка, що вона універсально передувала матрилінійності. Обидва ці поняття співвідносяться з поняттями патріархату та матріархату. Раніше вважалося, що матріархат переважав у давнину повсюдно, а потім усюди змінився патріархатом. В останні роки з'явився інший погляд: патрі- і матріархат існували паралельно, у кожного народу по-своєму, так само, як вони існують і зараз[джерело?].